# Steve Coppell
Stephen „Steve” James Coppell (ur. 9 lipca 1955 w Liverpoolu) – angielski piłkarz grający na pozycji prawego pomocnika, a po zakończeniu kariery trener. Jako zawodnik występował w Tranmere Rovers i Manchesterze United.
W sezonie 1999-2000 prowadził Crystal Palace. W latach 2003–2009 był szkoleniowcem Reading.